# Simulium flavipes
Simulium flavipes es una especie de insecto del género Simulium, familia Simuliidae, orden Diptera.
Fue descrita científicamente por Austen, 1921.